# يوم الحرية

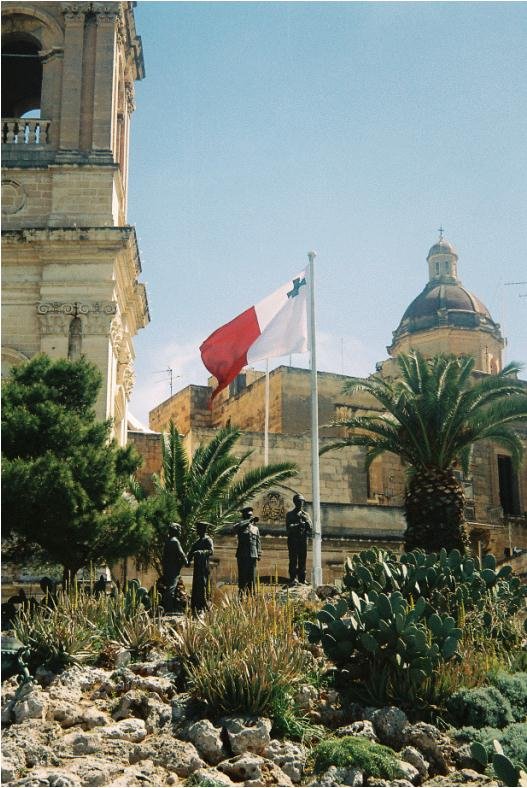

يوم الحرية، هو يوم وطني في مالطا يحتفل به سنويًا بيوم 31 مارس، حيث يخلد جلاء آخر قوة أجنبية من البلد في تاريخ الأرخبيل المالطي والذي تم في 31 مارس 1979.
لهذا يعد هذا اليوم عظيمًا في نظر الشعب المالطي، كون أن كل القوات البرية والبحرية قد غادرت بلا رجعة بلدهم الصغير.